# Rudi Augustinus

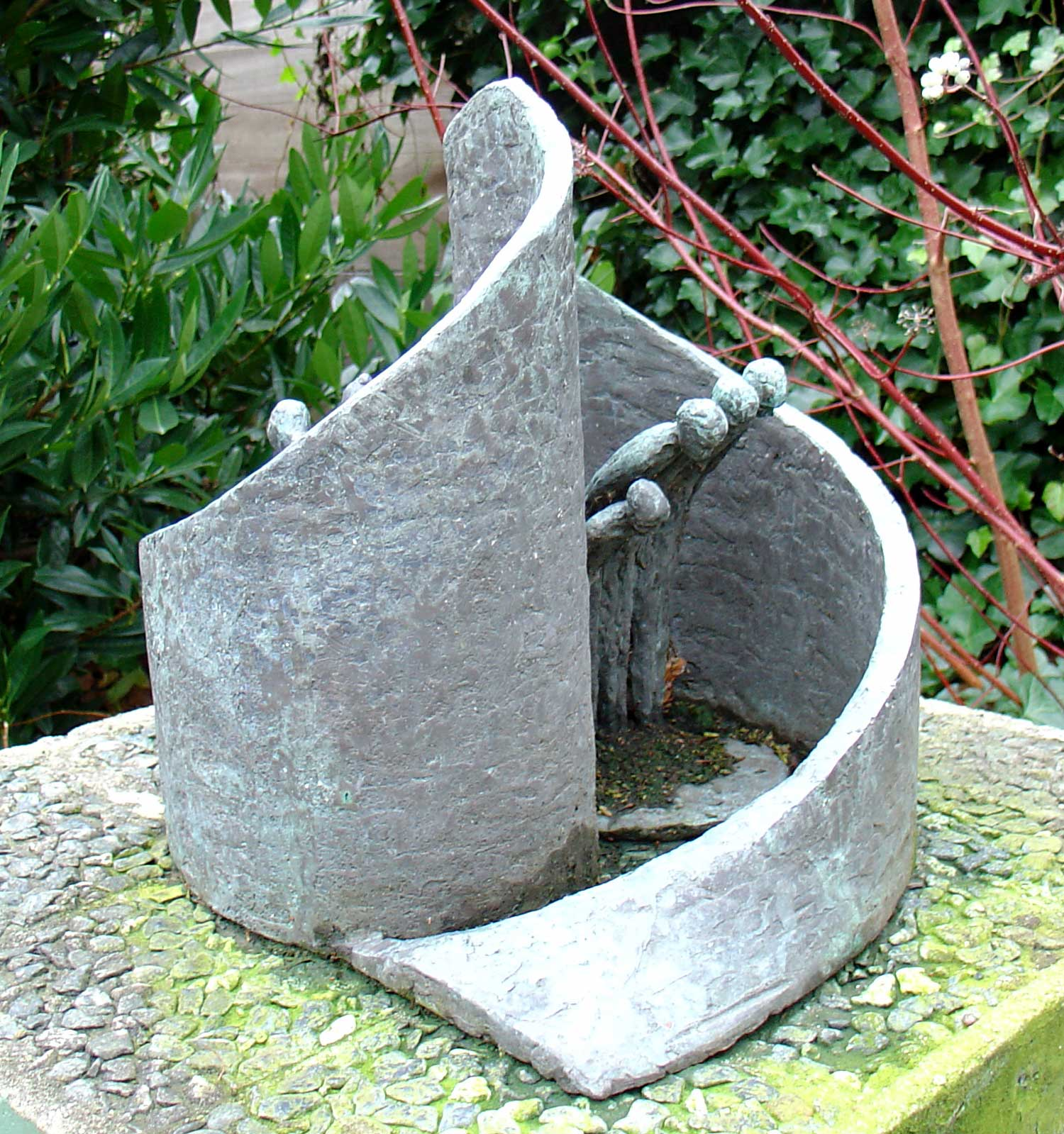
Ontwerp voor het Indisch Monument door Rudi Augustinus in de tuin van het Verzetsmuseum te Gouda

Rudolf Cornelis (Ruud) Augustinus (Soerabaja, 19 januari 1939 - Wassenaar, 26 december 2014) is een Nederlandse beeldhouwer, schilder, edelsmid en medailleur.

## Leven en werk
Augustinus maakte onder meer het Monument Strafkamp Dampit, dat op 19 oktober 2001 werd geplaatst bij Bronbeek. Het monument is een herinnering aan de slachtoffers van dit, in 1944 door de Japanners opgerichte, strafkamp op Oost-Java.
Augustinus maakte ook een ontwerp voor het Indisch Monument. Dit ontwerp (zie afbeelding) is op 20 augustus 1994 in de tuin van het Verzetsmuseum te Gouda geplaatst.
Als medailleur maakte Augustinus diverse gedenkpenningen, onder meer ter gelegenheid van het 125-jarig bestaan van de KNMG in 1974, 50 jaar vluchten van de KLM naar het Verre Oosten in 1974, ter gelegenheid van het Rubensjaar in 1977 en ter gelegenheid van het Internationaal Jaar van het Kind in 1979.